# هينينج ويند
هينينج ويند هو متسابق يخت دنماركي، ولد في 19 يناير 1937 في كوبنهاغن في الدنمارك.

## وصلات خارجية
- هينينج ويند على موقع أوليمبيديا (الإنجليزية)